# ماسون بك
ألكسندر ماكوم ميسون (بالإنجليزية: Alexander Macomb Mason)‏، ويعرف أيضًا باسم ماسون بك (بالإنجليزية: Mason Bey)‏ هو ضابط أمريكي شارك في الحرب الأهلية الأمريكية عمل في تدريب الجيش الخديوي المصري، كما عمل بالمساحة وحفر الآبار قبل أن يصير حاكمًا لمصوع عندما كانت تابعة لمصر الخديوية، قبل أن تقع هذه المدينة تحت الاحتلال الإيطالي سنة 1885.
وقع باسم مصر على معاهدة هيويت سنة 1884، وهي المعاهدة التي أدت فيما بعد إلى نشوب الحرب الإيطالية الحبشية الأولى ومعركة عدوة الشهيرة.